# Mångformig äggsvamp
Mångformig äggsvamp (Bovista aestivalis) är en svampart som först beskrevs av Hermann Friedrich Bonorden, och fick sitt nu gällande namn av Demoulin 1979. Enligt Catalogue of Life ingår Mångformig äggsvamp i släktet äggsvampar,  och familjen Agaricaceae, men enligt Dyntaxa är tillhörigheten istället släktet äggsvampar,  och familjen röksvampar. Arten är reproducerande i Sverige. Inga underarter finns listade i Catalogue of Life.